# Opuntia megarrhiza
Opuntia megarrhiza Rose es una especie de planta de la familia Cactaceae. 

## Descripción
Opuntia megarrhiza es un arbusto bajo que crece abundantemente ramificado y se llega a un tamaño de hasta 60 centímetros de altura. Cada uno o dos años, algunos brotes superficiales más se forman verticales. Tiene un enorme rizoma de hasta 50 cm de largo y 6 cm de diámetro. El tallo verde oscuro, con secciones ovoides a oblongas de 7 a 12 cm de largo, ancho 3 a 4 cm y 0,6 a 1 centímetro de grueso. Las areolas están a 0,8 a 1,2 cm  de distancia y el corto gloquidios es amarillo. Las flores teñidas de color rosa tienen un diámetro de hasta 5 cm. Los frutos de color verde oscuros alcanzan un diámetro de 3 a 4 cm.

## Distribución
Es endémica de México. Principalmente en el estado mexicano de San Luis Potosí.   Su hábitat natural son los herbazales de tierras bajas tropicales o subtropicales. Se la considera en peligro de extinción por destrucción de hábitat.

## Taxonomía
Opuntia megarrhiza  fue descrita por Joseph Nelson Rose y publicado en Contributions from the United States National Herbarium 10: 126. 1906.
Etimología
Opuntia: nombre genérico  que proviene del griego usado por Plinio el Viejo para una planta que creció alrededor de la ciudad de Opus en Grecia.
megarrhiza: epíteto latino que significa "con grandes raíces".
Sinonimia
- Opuntia pachyrrhiza H.M. Hern., Gomez-Hin. & Barcenas	[6]